# Energie AG-SkisprungArena
Energie AG-SkisprungArena – kompleks skoczni narciarskich położony w Hinzenbach w Austrii. W skład kompleksu wchodzą skocznie K85 (Aigner-Schanze), K40 (Schaunburgschanze), K20 i K10.
Budowę obiektu normalnego rozpoczęto wiosną 2006 roku. Jesienią 2009 roku można było oddawać skoki na tej skoczni, a w 2010 miała odbyć się inauguracyjna uroczystość otwarcia obiektu. Z powodu intensywnych opadów deszczu w 2009 roku oddanie obiektu do użytku zostało opóźnione. Przez duże zniszczenia koszt budowy wzrósł z 1,6 miliona Euro do 5,2 miliona Euro. Ostateczne otwarcie odbyło się w październiku 2010.
W związku z nowymi przepisami Międzynarodowej Federacji Narciarskiej w sezonie 2017/2018 został zmieniony rozmiar skoczni z odległości 94 na 90 metrów.

## Parametry skoczni normalnej
- Punkt konstrukcyjny: 85 m
- Wielkość skoczni (HS): 90 m
- Oficjalny rekord skoczni: 96 m -  Gregor Schlierenzauer (27.09.2015)
- Najdłuższy skok: 100 m -  Markus Eggenhofer (6.02.2011)
- Długość rozbiegu: 94,9 m
- Nachylenie progu:10°
- Wysokość progu: 2,13 m
- Nachylenie zeskoku: 32,8°

## Rekordziści skoczni normalnej
| Lp. | Dzień          | Rok  | Zawodnik              | Odległość | Zawody              |
| --- | -------------- | ---- | --------------------- | --------- | ------------------- |
| 1.  | 9 października | 2010 | Manuel Fettner        | 91 m      | Mistrzostwa Austrii |
| 2.  | 9 października | 2010 | Manuel Fettner        | 92 m      | Mistrzostwa Austrii |
| 3.  | 5 lutego       | 2011 | Ulrich Wohlgenannt    | 94 m      | –                   |
| 4.  | 6 lutego       | 2011 | Markus Eggenhofer     | 100 m     | –                   |
| 5.  | 1 października | 2011 | Daiki Itō             | 94 m      | LGP                 |
| 6.  | 30 września    | 2012 | Anders Fannemel       | 95,5 m    | LGP                 |
| 7.  | 27 września    | 2015 | Gregor Schlierenzauer | 96 m      | LGP                 |